# 雨のニューオリンズ
『雨のニューオリンズ』（あめのニューオリンズ、This Property Is Condemned）は、1966年のアメリカ合衆国のドラマ映画。監督はシドニー・ポラック、出演はナタリー・ウッドとロバート・レッドフォードなど。
原作は、テネシー・ウィリアムズによる一幕劇の『財産没収』（原題：This Property Is Condemned）である。脚色はフランシス・フォード・コッポラらが担当。劇中のドッドスンは架空の町で、ほとんどのシーンがベイセントルイスで撮影された。

## ストーリー
孤児のウィリーが、一人で「Wish me a rainbow」を歌いながら線路の上を歩いて遊んでいると、トムという少年が話しかけてくる。ウィリーは、昔家族がいたころの話を始めた。
ニューオリンズからミシシッピー州にあるドッドスンという小さな町にやってきたオーエンは、スター下宿屋に宿泊することにした。下宿屋は、スター家の母親ヘイゼルの誕生パーティで、多くの鉄道員が集まり盛り上がっていた。ウィリーの姉アルバは男にもてる魅力的な女性だった。ヘイゼルは、アルバに金持ちである中年男性のジョンソンと結婚させようとしていたが、アルバはその気がなかった。彼女は、オーエンに一目惚れし気を引こうとするが、彼は興味を示さない。翌日、オーエンは鉄道の駅に向かい、鉄道鉄道従業員の人員削減をするための調査員として派遣されたことを通知する。JJからオーエンが調査員であることを聞かされるアルバだったが、オーエンにさらに惹かれていく。
町中の鉄道従業員から睨まれるオーエンだが、アルバと一緒に町を歩いてまわっているうちに彼女にひかれていく。しかし、オーエンから解雇通知を出されたJJら従業員から袋叩きにされてしまう。アルバが彼を手当てしていると、ニューオリンズに誘われるが、ジョンソンと結婚してもらいたいヘイゼルにより妨害される。母に反抗するため勢いでJJと結婚するというが、翌日オーエンにもらった切符で一人ニューオリンズを訪れる。そこでオーエンと会い、愛し合う。オーエンからプロポーズされ、ウィリーも一緒に連れて行くことを承諾したことで、2人は結婚を決意する。だが、ヘイゼルがニューオリンズまで押しかけ、アルバがJJと結婚したことを話すとアルバは取り乱し、走り去ってしまう。
その後、ヘイゼルは別の男と駆け落ちし、アルバは肺病で病死したことを話すと、ウィリーはトムと別れ、再び一人で歌を歌いながら姉の汚れた服を着て線路の上を歩いていく。

## キャスト
| 役名               | 俳優                     | 日本語吹替                         | 日本語吹替 |
| 役名               | 俳優                     | 日本テレビ版                       |            |
| ------------------ | ------------------------ | ---------------------------------- | ---------- |
| アルバ・スター     | ナタリー・ウッド         | 神保共子                           |            |
| オーエン・リゲート | ロバート・レッドフォード | 広川太一郎                         |            |
| JJ・ニコルズ       | チャールズ・ブロンソン   | 大塚周夫                           |            |
| ヘイゼル・スター   | ケイト・レイド           | 荒木道子                           |            |
| ウィリー・スター   | メアリー・バダム         | 堀絢子                             |            |
| ノキ               | アラン・バクスター       | 北村弘一                           |            |
| シドニー           | ロバート・ブレイク       |                                    |            |
| ジョンソン         | ジョン・ハーディング     |                                    |            |
| セールスマン       | ダブニー・コールマン     |                                    |            |
| 不明 その他        |                          |                                    |            |
|                    |                          |                                    |            |
| 演出               | 演出                     | 加藤敏                             |            |
| 翻訳               | 翻訳                     | 小川裕子                           |            |
| 効果               |                          |                                    |            |
| 調整               |                          |                                    |            |
| 制作               | 制作                     | 東北新社                           |            |
| 解説               |                          |                                    |            |
| 初回放送           | 初回放送                 | 1975年6月25日 『水曜ロードショー』 |            |

※DVDに日本語吹替収録

## スタッフ
- 監督：シドニー・ポラック
- 製作：ジョン・ハウスマン、レイ・スターク
- 脚本：フランシス・フォード・コッポラ、フレッド・コー（英語版）、エディス・ソマー（英語版）
- 原作：テネシー・ウィリアムズ
- 撮影：ジェームズ・ウォン・ハウ
- 音楽：ケニヨン・ホプキンス（英語版）
- 主題歌：「Wish me a rainbow」 作曲：ジェイ・リビングストン、作詞：レイ・エバンズ
- 衣裳デザイン：イーディス・ヘッド
- 編集：アドリアン・フェイザン（英語版）

## 作品の評価
Rotten Tomatoesによれば、14件の評論のうち高評価は64%にあたる9件で、平均点は10点満点中5.5点となっている。
第24回ゴールデングローブ賞では主演のナタリー・ウッドが主演女優賞（ドラマ部門）にノミネートされたが、受賞はならなかった